# Блюмке, Фридрих
Фридрих Блюмке (нем. Friedrich Blümke; 18 февраля 1898 — 4 сентября 1944) — немецкий военачальник, генерал-майор вермахта, назначен 10 августа 1944 года исполняющим обязанности командующего 257-й пехотной дивизией. По непроверенным сведениям возможно успел вступить в должность командира дивизии. Кавалер Рыцарского креста Железного креста, высшего ордена нацистской Германии. Тяжело ранен осколком в грудь 24 августа 1944 года у селения Курени-Эменталь(Cureni-Emental), Молдавия во время атаки низколетящего советского самолёта. Был взят в плен советскими войсками в сентябре 1944 года. Скончался 4 сентября 1944 года в советском лагере для военнопленных неподалёку от Одессы.

## Награды
- Железный крест (1914) 2-го и 1-го класса (Королевство Пруссия)
- Нагрудный знак «За ранение» (1918) в чёрном
- Почётный крест Первой мировой войны 1914/1918 с мечами (1934)
- Медаль «В память 1 октября 1938 года»
- Пряжка к Железному кресту 2-го класса (17 сентября 1939)
- Пряжка к Железному кресту 1-го класса (20 октября 1939)
- Медаль «За зимнюю кампанию на Востоке 1941/42»
- Крымский щит
- Почётная пряжка на ленте для сухопутных войск (7 октября 1943)
- Рыцарский крест Железного креста (6 ноября 1943)